# WTA Austrian Open 1979
Il WTA Austrian Open 1979 è stato un torneo di tennis giocato sulla terra rossa. È stata la 12ª edizione del torneo, che fa parte WTA Tour 1979. Si è giocato a Bregenz in Austria, dal 18 al 24 luglio 1979.

## Campionesse

### Singolare
Hana Mandlíková ha battuto in finale  Sylvia Hanika con il punteggio di 2–6, 7–5, 6–3

### Doppio
Helena Anliot /  Diane Evers hanno battuto in finale  Virginia Ruzici /  Elly Vessies con il punteggio di 6–0, 6–4